# Dixonius melanostictus
Espèce
Synonymes
- Phyllodactylus melanostictus Taylor, 1962

Statut de conservation UICN

 LC  : Préoccupation mineure
Dixonius melanostictus est une espèce de geckos de la famille des Gekkonidae.

## Répartition
Cette espèce se rencontre dans les provinces de Saraburi et de Nakhon Ratchasima en Thaïlande et dans la province de Đồng Nai au Viêt Nam.

## Publication originale
- Taylor, 1962 : New oriental reptiles. University of Kansas science bulletin, vol. 43, n. 7, p. 209-263 (texte intégral).